# Abdoul Razak Issoufou
Abdoul Razak Issoufou Alfaga (* 26. prosince 1994 Niamey) je nigerský taekwondista těžké váhy. Je vysoký 207 cm a váží 98 kg.
Otec mu taekwondo zakazoval, protože jeho bratranec utrpěl při zápase smrtelné zranění. Sportu se začal věnovat až v době, kdy pobýval u příbuzných v Togu. První mezinárodní soutěže se zúčastnil v roce 2011. Díky finanční podpoře od olympijského výboru se mohl připravovat v německém Friedrichshafenu.
Na Letních olympijských hrách 2016 postoupil v nejtěžší váhové kategorii až do finále, kde ho porazil ázerbájdžánský reprezentant Radik Isajev. Jeho stříbrná medaile se stala největším úspěchem Nigeru v olympijské historii. Vyhrál mistrovství světa v taekwondu v roce 2017, je také vítězem mistrovství Afriky v taekwondu a dvojnásobným vítězem Afrických her.
Při slavnostním zahájení Letních olympijských her 2020 nesl nigerskou vlajku spolu s plavkyní Roukayou Mahamaneovou. Roli favorita olympijské soutěže v těžké váze však nesplnil, když ho již v prvním kole vyřadil Seydou Gbané z Pobřeží slonoviny.